# 刘耀阳
刘耀阳（1934年11月13日—2023年1月4日），河南唐河人，中国科学技术大学近代物理系教授，参与创建中科大近代物理系。

## 生平
1934年11月生于河南省唐河县，1956年毕业于北京大学物理系，在中国科学院原子能研究所研究核物理。1958年调入中国科学技术大学从事理论物理研究，先后参与普通物理教研室和近代物理系创建工作，先后为副教授、教授、博士生导师。1982年因对层子模型研究的贡献获国家自然科学奖二等奖。

## 成就
发表论文数十篇，译著有《狄拉克量子力学演讲集》。1966年发表的《一个可能的基本粒子模型》被江向东认为是“世界上第一篇意义明确的带色夸克模型的论文”。